# Schlotheimia poecilodictyon
Schlotheimia poecilodictyon är en bladmossart som beskrevs av Potier de la Varde och Thériot 1940. Schlotheimia poecilodictyon ingår i släktet Schlotheimia och familjen Orthotrichaceae. Inga underarter finns listade i Catalogue of Life.